# ヘイスタック・ロック

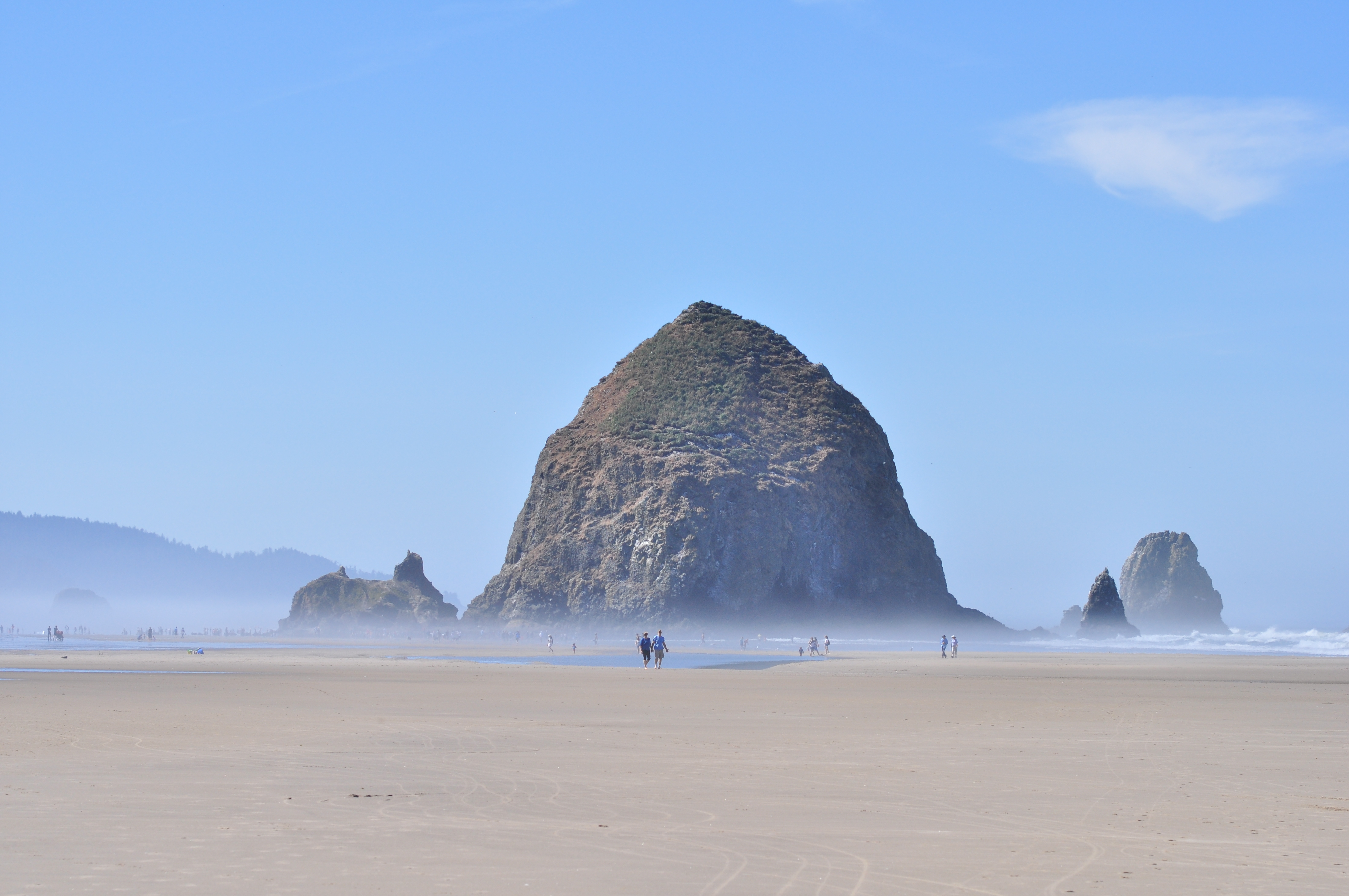
ヘイスタック・ロック

ヘイスタック・ロック（英語: Haystack Rock）とは、アメリカ合衆国のオレゴン州に存在する海食柱である。ただし、ヘイスタック・ロックと命名されている岩は1つではなく、オレゴン州の他の場所にも存在する。（「3つあるヘイスタック・ロック」の節を参照のこと。）なお、Haystackは「戸外のある干草の大きな山」を意味する英語なので、日本語に訳すと「干草の山のような岩」という意味になる。

## 観光

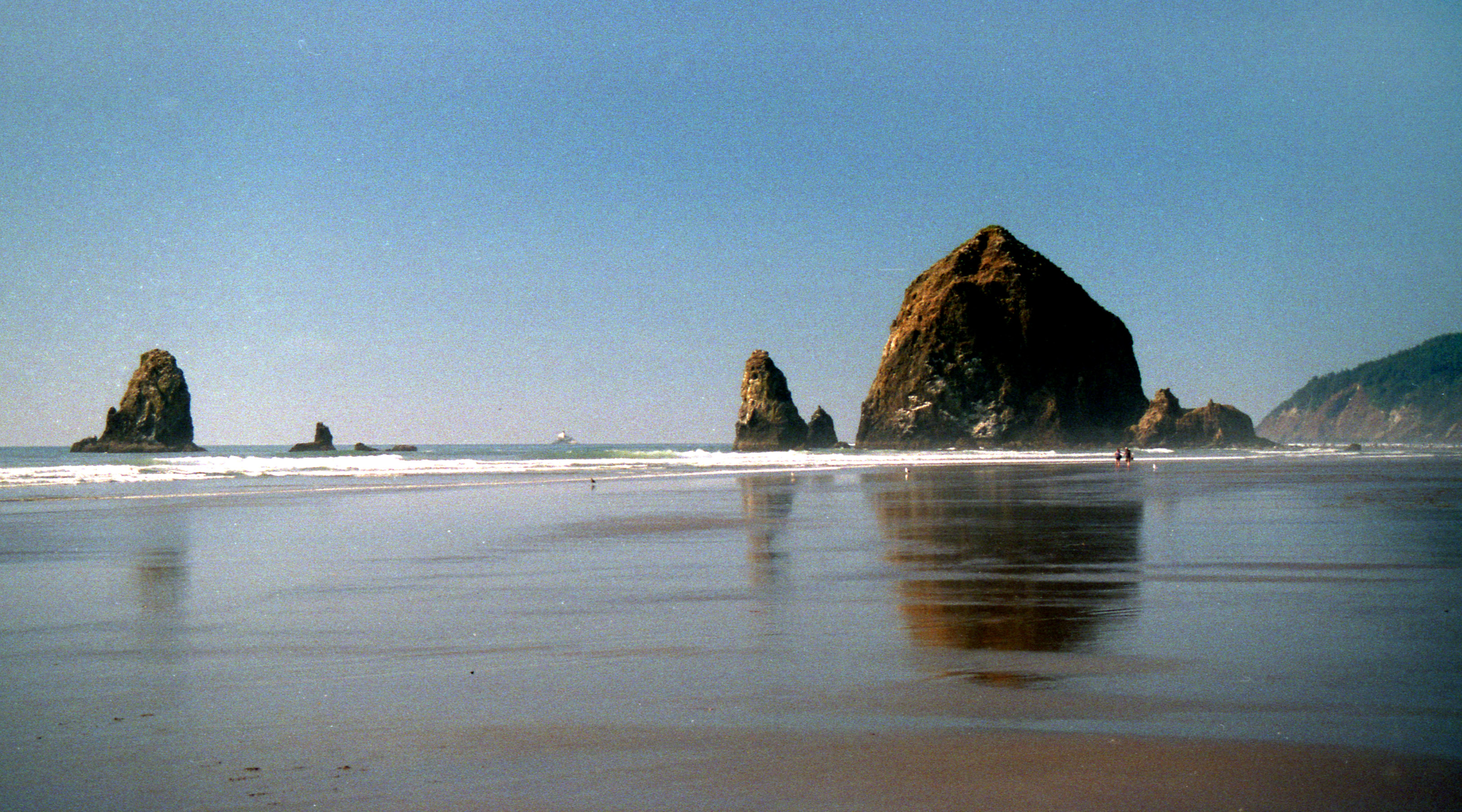
ヘイスタック・ロック

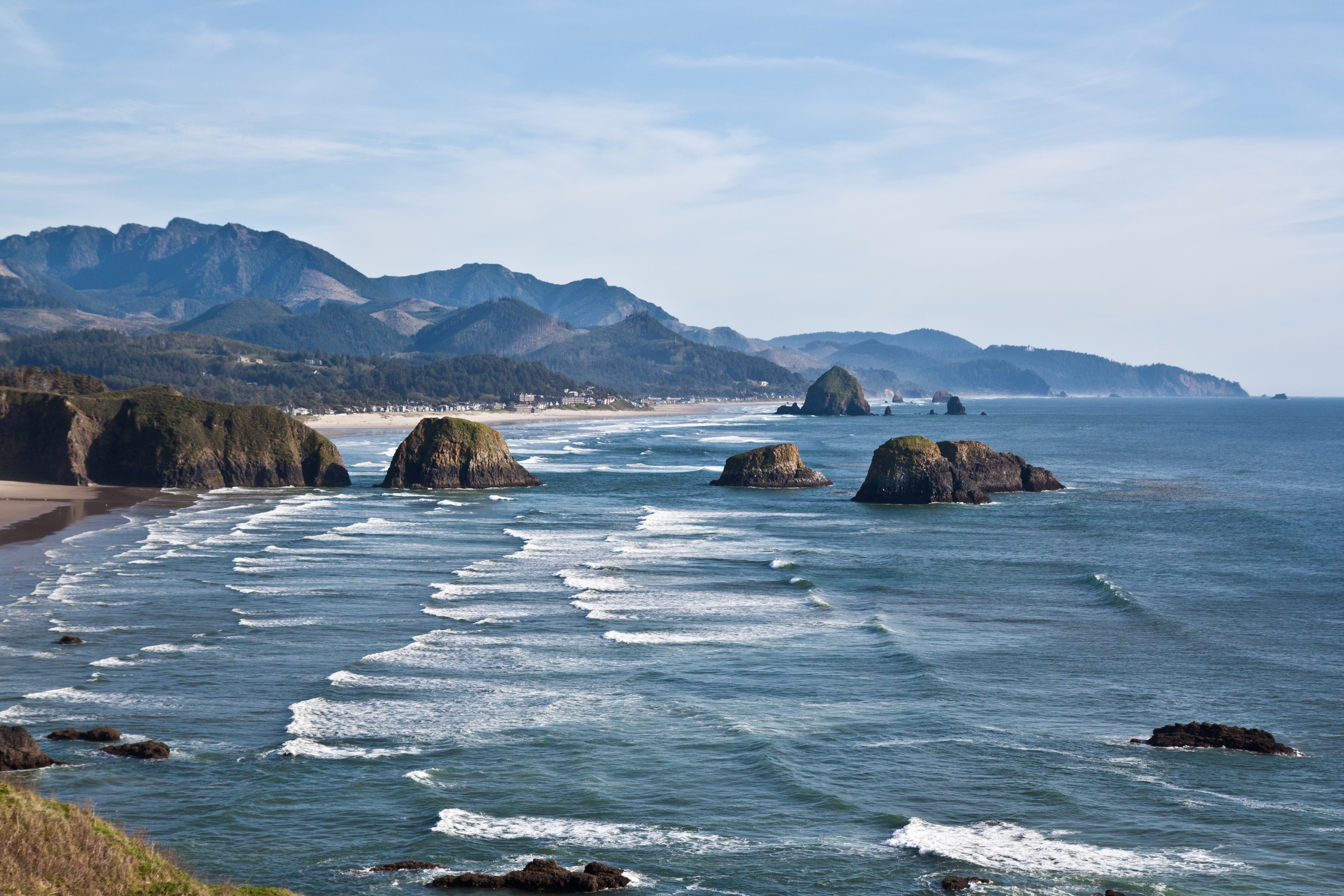
周辺状況

観光地としても有名なヘイスタック・ロックのおおよその位置は、北緯45度88分、西経123度96分。オレゴン州のクラトソップ郡に存在する。近くにある大きな町としては、東に約130kmほどのところにオレゴン州のポートランド市（Portland）が存在し、北北東に約300kmほどのところにワシントン州のシアトル市（Seattle）が存在する。このヘイスタック・ロックは、玄武岩の一枚岩でできており、高さは約72m。約1700万年前〜1000万年前に、Grand Ronde Mountainsから噴出して流れた溶岩が固まり、その後、海によって侵食されて今の形になったとされる。ところで、干潮時は、この岩のすぐそばまで近づくことができる。さらにヘイスタック・ロックのそばにできる潮溜まりには、ヒトデなどの棘皮動物、カニなどの甲殻類、その他貝類などが見られる。しかし、不注意な者が潮が満ちてくる時にこの岩に近づいてしまったり、長居し過ぎてしまったがために、岩に取り残されることがしばしば起き、毎年、アメリカ合衆国の沿岸警備隊などに救助される者がでているので、注意が必要である。なお、ヘイスタック・ロックには、アジサシやツノメドリなどの海鳥が営巣しているので、この周囲ではバードウォッチングがしばしば行われる。他にも、しばしば周囲の散策や凧上げなどが近くで行われる。また、芸術家達が写真を撮ったり、絵画を描いたりすることもあるし、「グーニーズ

」そして『キンダガートン・コップ』 などの映画が撮影された場所としても知られる。さらに、自然学習の場としても用いられている。なお、このヘイスタック・ロックのすぐ南には、他に3つの小さな岩が存在しているが、それらはまとめて「ザ・ニードルズ（The Needles）」（針）と呼ばれている。

## 3つあるヘイスタック・ロック
オレゴン州にヘイスタック・ロックは3つ存在する。上記の観光地としても有名なヘイスタック・ロックは、クラトソップ郡に存在するが、残りのヘイスタック・ロックの1つはティラムック郡に、もう1つはクーズ郡に存在する。なお、これらの中で一番高さの高いものは、約100mの高さを誇っている。